# Елизабетински театър
Елизабетински театър се нарича подемът в жанра драматичен театър в Англия в периода от края на XVI и първата половина на XVII век. В тесен смисъл това е театърът по време на царуването на кралица Елизабет I. В по-широк смисъл понятието се използва като синоним на Английски ренесансов театър, който обхваща царуването на трима поредни монарси: Елизабет I (1558 – 1603), Джеймс I (1603 – 1625) и Чарлз I (1625 – 1642), като театралните историци различават съответно три основни етапа: елизабетински, якобитски и карлистки. Периодът се свързва с творчеството на драматурзите Уилям Шекспир, Кристофър Марлоу и Бен Джонсън.
Първата специално сграда за театър датира от 1576 г. e построена от бащата на Ричард Бърбидж, водещ актьор в Мъжете на Лорд шамбелана. Сградата съществува до 1598, когато е разрушена и материалите от нея служат за построяването на Театър „Глоуб“.

## Предистория
Ренесансовият театър в Англия има няколко източника. Първият е установената традиция на средновековния театър. В Англия имало пътуващи актьорски групи, за които обаче не се знае нищо. Превръщането на театъра в публична институция с определен статут изиграва огромна роля за разцвета на драмата в епохата на Високия английски ренесанс. Интересът към драматичните представления бил всеобщ и засягал всички обществени слоеве. Поради това наред с градските възникват и частните театри. Основната разлика между тези два типа театри е била в публиката, за която били създадени. Градските театри били предназначени за масова публика, сред която преобладавали представители на социалните низини. В частните театри гастролирали детски групи. В елизабетинския театър жената може да присъства само като зрител. Театърът е смятан за мъжко занимание, мъжка професия. Театърът бил любимото място за забавление, но и своеобразен народен университет. Затварян е само при чумни епидемии, когато смъртните случаи надхвърляли определена квота за седмицата.

## Описание
Сцената на театъра имала твърде специфично устройство. Главната сцена била дървен подиум, ограден с ниски перила. Завеса отделяла главната сцена от втората, която се намира зад нея. Съществувала и трета сцена, използвана относително рядко. Тя се издигала като балкон над задната сцена. Там се разигравали някои специфични епизоди, като например Ромео и Жулиета. Прочут комедиен актьор от времето на Високия ренесанс бил Ричард Тарлтън, докато за Шекспир било известно, че бил посредствен актьор. Особеностите на елизабетинския театър изключват наличието на богат декор. Бедността на декорацията била компенсирана от изключителна пищност на театралните костюми.

## Драматурзи
Един от най-значимите драматурзи преди Шекспир е Томас Кид. Твърде малко се знае за него. Най-прочутата му драма е „Испанска трагедия“. С нея драматургът утвърждава жанра на т.нар. „кървава трагедия“, която по същество е подражание на трагедиите на Сенека. Смята се, че „Испанската трагедия“ е оказала влияние върху Шекспир при написването на Хамлет.